# Manuel Cantudo Gavira
Manuel Cantudo Gavira (Gaucín, Màlaga, 14 de setembre de 1965) és un exfutbolista i entrenador càntabre. Com a jugador ocupava la posició de defensa.

## Trajectòria
Als 13 mesos de vida es va traslladar a la localitat càntabra de Renedo de Piélagos. Va destacar sobretot al Racing de Santander, on va passar la major part de la seua carrera. Hi debutaria amb el quadra càntabre a primera divisió a la temporada 84/85, jugant un partit, al qual hi seguirien cinc més a la 86/87. Eixe any el Racing baixa a Segona Divisió.
L'estiu de 1993, el Racing hi retornaria a la màxima categoria, encara que eixa campanya el defensa havia perdut la titularitat. De nou a Primera, Cantudo no va jugar cap partit, abans de deixar el Racing el 1994.
Actualment és entrenador del Club Vimenor i vocal de la junta local del Partido Popular a Renedo de Piélagos.